# Conospermum glumaceum
Conospermum glumaceum (лат.) — кустарник, вид рода Коноспермум (Conospermum) семейства Протейные (Proteaceae), эндемик Западной Австралии.

## Ботаническое описание
Conospermum glumaceum — прямостоячий кустарник до 1 м высотой. Листья линейные, 1,5-7,5 см длиной, 1-5 мм шириной. Соцветие — метёлка в верхних пазухах, оканчивающаяся густыми головковидными колючками; цветоносный побег 1,5-4 см длиной. Околоцветник кремовый, гладкий; трубка длиной 0,75-1,7 мм; верхняя губа яйцевидной формы, длиной 0,8-1,3 мм, шириной 0,75-1,2 мм, с острой загнутой вершиной; нижняя губа объединена на 0,5-1,3 мм. Плод — орех 2,7-3 мм длиной, 2-2,4 мм шириной, бело-золотистые опушённые; волоски по окружности c. 0,5 мм длиной, кремовый; центральный пучок отсутствует.

## Таксономия
Впервые вид был опубликован в книге Джона Линдли в 1839 году A Sketch of the Vegetation of the Swan River Colony. Линдли назвал его «странным видом», который «в целом имеет вид володушки с большими перепончатыми прицветниками». С тех пор у вида несложная таксономическая история, его единственным синонимом является Conospermum lupulinum (Endl.), который был опубликован Штефаном Эндлихером в 1848 году, но Элеонора Беннетт в 1995 году показала, что он таксономически синонимичен с C. glumaceum, в рамках её обработки рода Conospermum для серии монографий Flora of Australia.

## Распространение и местообитание
C. glumaceum — эндемик Западной Австралии. Встречается на латеритных почвах в холмистой местности, между Энеаббой и Ред-Хиллом в Западной Австралии; таким образом, он встречается в основном в биогеографических регионах Песчаных равнин Джералдтона и прибрежной равнины Суон, с некоторыми популяциями в регионах Эйвон-Уитбелт и Джаррах-Форест.